# 坎汉
坎汉（Kanhan (Pipri)），是印度马哈拉施特拉邦那格浦尔县的一个城镇。总人口21840（2001年）。

## 人口
该地2001年总人口21840人，其中男性11160人，女性10680人；0—6岁人口2579人，其中男1315人，女1264人；识字率73.51%，其中男性为79.35%，女性为67.42%。